# Langer Teich
Der Langer Teich ist eine historische Stauanlage bei Clausthal-Zellerfeld. Er wurde im Zusammenhang mit dem Oberharzer Wasserregal von Oberharzer Bergleuten im 17. Jahrhundert angelegt und gehört zu den Oberharzer Teichen. Wie alle Bauwerke des Oberharzer Wasserregals ist auch der Langer Teich seit dem Jahr 2010 Bestandteil des UNESCO-Weltkulturerbes Bergwerk Rammelsberg, Altstadt von Goslar und Oberharzer Wasserwirtschaft.

## Lage
Der Teich liegt am östlichen Stadtrand von Clausthal-Zellerfeld bzw. am nördlichen Rand des Viertels „Tannenhöhe“. Unterhalb befinden sich der Obere Hausherzberger Teich, der Untere Hausherzberger Teich sowie der Untere Eschenbacher Teich.

## Beschreibung
Der Staudamm wurde als Erdbauwerk, das heißt mit einer Erd- und Felsschüttung, erstellt. Dieses Dammschüttmaterial wurde örtlich gewonnen und ist von überwiegend steiniger Substanz. Die Dichtung besteht aus Rasensoden und verläuft entlang der wasserseitigen Böschung. Es handelt sich um einen Teich der „Alten Bauart“, der aber zu einem unbekannten Zeitpunkt zur neuen Bauart mit Striegelschacht in Dammmitte umgebaut worden ist.
Bei der Hochwasserentlastungsanlage handelt es sich um ein einfaches Grabenbauwerk. Bemerkenswert ist die aufwendige Widerwaage, die gleich einem größeren Nachstau angelegt worden ist. Sie ist heute nur noch als Bodendenkmal präsent.

## Bauwerkshistorie
Das Bauwerk wurde 1672 errichtet.
1987 und 1999 wurde der Ausbau des Striegelschachtes erneuert; hierfür musste der Teich auch vollständig entleert werden. 1997 erfolgte eine größere Dichtungsreparatur im Bereich rechts des Striegelhauses, dies wurde 2008 links des Striegelhauses fortgesetzt. Vor allem die ersten Maßnahme hat die Dichtigkeit des Dammes erheblich verbessert.

## Einzugsgebiet, Wasserwirtschaft
Das Einzugsgebiet des Langer Teiches ist mit 0,24 km² recht klein und besteht ausschließlich aus Wald- und Wiesenflächen.
Aufgrund hydraulischer Engpässe im Unterlauf (Zellbach im Stadtgebiet von Clausthal-Zellerfeld) wird der Langer Teich als Hochwasserschutzteich gefahren. Sein Wasserspiegel soll immer etwa 1,0 m unter Überlauf sein.
Das vom Langer Teich abfließende Wasser durchfließt den Oberen und den Unteren Hausherzberger Teich, dann den Unteren Eschenbacher Teich. Im Stadtgebiet von Clausthal fließt es schließlich dem Zellbach zu, der dann nördlich von Clausthal-Zellerfeld in die Innerste mündet.

## Sonstiges
Es gibt zwei Kilometer weiter östlich noch einen „Lange-Teich“, zur deutlicheren Unterscheidung auch „Tid-Lange“ genannt, mit dem der Langer Teich nicht verwechselt werden sollte.
Der Stausee ist im Sommer ein beliebter Badeteich, häufig textilfrei.